# Ernst Stavro Blofeld
Ernst Stavro Blofeld is een personage uit de James Bondboeken en -films. Hij is hoofd van misdaadorganisatie SPECTRE (Special Executive for Counter intelligence, Terrorism, Revenge and Extortion) en staat ook wel bekend als Number one (nummer 1). Hij is de aartsvijand van James Bond.

## Boeken
Blofeld duikt voor het eerst op in het boek Thunderball (1961). Hierin heeft hij slechts een bescheiden rol. Pas in On Her Majesty's Secret Service (1963) ontmoet hij zijn tegenstander James Bond voor het eerst.
Auteur Ian Fleming gaf Blofeld een rijke geschiedenis. Blofeld werd geboren in Gdynia in Polen. Zijn vader was van Poolse afkomst en zijn moeder van Griekse. Zijn geboortedag 28 mei 1908 komt overeen met die van zijn schepper Ian Fleming. Blofeld studeerde economie en politieke geschiedenis aan de universiteit van Warschau. Aan het Technische Instituut van Warschau studeerde hij vervolgens bouwkunde. Op zijn 22e werkte hij als communicatiemedewerker bij het Poolse ministerie. Daar kreeg hij toegang tot veel geheime documenten die hij (met de oorlog op komst) verkocht aan geheime diensten. Daarna vertrok hij naar Zweden. Toen duidelijk werd wie de Tweede Wereldoorlog ging winnen, stapte hij snel over naar de kant van de geallieerden. Aan het eind van de oorlog was hij een rijk man, met vele huldigingen van Groot-Brittannië, de Verenigde Staten en Frankrijk. Vervolgens vertrok hij naar Zuid-Amerika waar hij plannen begon te maken voor zijn misdaadorganisatie SPECTRE.
In de jaren vijftig van de 20e eeuw richt Blofeld SPECTRE op door afvalligen van verschillende criminele organisaties en spionagediensten in Europa te verzamelen. Drie jaar lang boekt Blofeld winst uit allerhande operaties. Het Plan Omega, het stelen van twee kernkoppen van de NAVO voor losgeld, mislukt echter, onder meer dankzij James Bond. Blofeld moet vluchten. Hierop krijgt Bond opdracht hem op te sporen. Dit lijkt na een jaar tijd nog geen vruchten af te werpen, waarop Bond aanneemt dat Blofeld dood is. Tot hij alsnog een spoor vindt naar een kliniek in de Zwitserse Alpen waar een zekere Balthazar de Bleuville een kliniek runt die allergieën bestrijdt.
Opvallend is dat de beschrijving die Bond van Blofeld heeft gekregen, geenszins klopt. Het is niet duidelijk hoe dit mogelijk is, maar M vermoedt dat er sprake is van een enorme plastische chirurgie. Blofeld heeft zijn zinnen gezet op de titel van graaf van Bleuville, vermoedelijk om zich terug te trekken na de uitvoering van zijn huidige operatie (die mogelijk onder betaling van een onbekende mogendheid is): vernietiging van de Britse landbouwgewassen en vee, door middel van een speciaal virus dat gegeven wordt aan de gehypnotiseerde patiëntes. Een aanval door de Union Corse (een fictieve Corsicaanse misdaadorganisatie) redt de Britse landbouw, maar Blofeld ontkomt. Bonds kersverse bruid Tracy moet het kort daarna echter met de dood bekopen.
In het volgende boek You Only Live Twice (1964) is Bond een gebroken man. In dit derde en laatste deel uit de zogeheten 'Blofeld-trilogie' krijgt Bond in Japan het verzoek om de geheimzinnige dokter Guntram Shatterhand te vermoorden, aangezien hij in zijn Japanse kasteel een tuin vol dodelijke dieren en planten heeft aangelegd, waarop alle suïcidale Japanners erheen komen om zelfmoord te plegen. Shatterhand blijkt niemand minder te zijn dan Blofeld, die zich met zijn handlangster Irma Bunt (die zijn liefdespartner blijkt) naar Japan gevlucht is. Blofeld doet dit puur omdat hij het als een geniale, bijna kunstzinnige daad ziet, evenals zijn vorige plannen (dit impliceert megalomanie). Uiteindelijk vermoordt Bond zijn grootste vijand door hem te wurgen.

## Films
In de James Bondfilmreeks staat het er met Blofeld heel anders voor. Daar duikt hij al op in de tweede film From Russia with Love (1963). Hier is zijn gezicht niet te zien, alleen zijn handen die een witte kat aaien. Blofeld wordt hier gespeeld door acteur Anthony Dawson, hoewel de stem afkomstig is van de Weense acteur Eric Pohlmann.
In de vierde film Thunderball (1965) is Blofeld weer van de partij. Weer is alleen de witte kat te zien en wordt Blofeld gespeeld door Anthony Dawson. Het is niet duidelijk van wie de stem is. Soms wordt acteur Joseph Wiseman (die de rol van Dr. No in de gelijknamige Bondfilm uit 1962 speelde) genoemd, op IMDb staat vermeld dat het wederom om Eric Pohlmann gaat. Naar het schijnt hebben beide acteurs de stem ingesproken, maar is de versie met Wiseman uiteindelijk gebruikt.
In de vijfde film You Only Live Twice (1967) wordt Blofeld gespeeld door Donald Pleasence. Het verhaal van deze film is zeer anders dan in het boek. SPECTRE is hier nog in volle kracht actief en lijkt sterker dan ooit tevoren. De organisatie houdt zich vanuit een raketbasis, verborgen in een uitgeholde dode vulkaan, bezig met het kapen van Amerikaanse en Russische ruimtevaartcapsules, om zo een oorlog tussen de supermachten uit te lokken. Blofeld zelf leidt de operaties persoonlijk en doet dit tegen betaling van een niet bij name genoemde Aziatische mogendheid. Pas als Bond hem persoonlijk ontmoet verschijnt Blofelds gezicht in beeld. Als de ninja's van Tiger Tanaka de vulkaanbasis aanvallen vlucht Blofeld en verdwijnt.

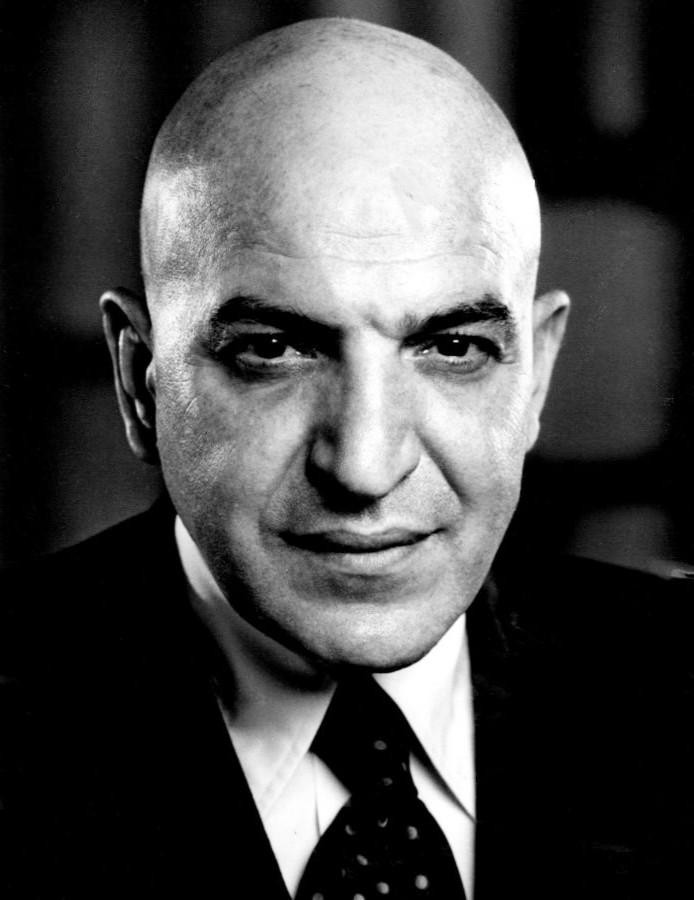
Telly Savalas speelde Blofeld in On Her Majesty's Secret Service (1969)

In On Her Majesty's Secret Service (1969) speelt Telly Savalas een meer charismatische Blofeld. Het verhaal van de film is grotendeels hetzelfde als het boek, wat zelfs een kleine inconsistentie geeft omdat Blofeld Bond niet meteen lijkt te herkennen, terwijl hij hem in de vorige film ontmoet heeft. Blofeld noemt zich in de filmversie van het verhaal graaf De Bleuchamp en bedreigt niet alleen het Verenigd Koninkrijk maar de gehele wereld. Dit doet hij om amnestie af te dwingen van de Verenigde Naties en om erkenning van zijn titel te krijgen. Blofeld loopt in de climax een ernstige verwonding aan zijn nek op, maar overleeft, waarna hij met Irma Bunt Bond probeert te vermoorden. In plaats daarvan sterft Tracy.
In Diamonds Are Forever(1971), waarin Blofeld wordt gespeeld door Charles Gray, schakelt Bond zijn aartsvijand in de proloog van de film uit, wanneer deze van plan is om middels plastische chirurgie een dubbelganger te creëren. Bond doodt Blofeld door hem te verdrinken in een gloeiend heet modderbad dat onderdeel van de operatie was. In de hoofdplot van de film moet Bond een diamantsmokkel bestrijden en vermoedt hij dat de geheimzinnige Willard Whyte, die al enkele jaren niet uit zijn penthouse gekomen is, de leider van de operatie is. Bij inbraak in het penthouse treft Bond hier niet Whyte maar Blofeld aan, die zich hier al enkele jaren schuilhoudt en het fortuin en contacten gebruikt van Whyte, die toch nooit in het openbaar verscheen. Blofelds plan in de films is het bouwen van een satelliet met een enorme laser, waarmee hij vervolgens aanslagen op enkele nucleaire doelwitten van de VS, de Sovjet-Unie en China pleegt, om de grootmachten zo te dwingen tot een groot losgeld. Als Blofeld op het punt staat Washington DC aan te vallen met de laser vallen Bond, Felix Leiter en de militairen Blofelds schuilplaats aan. Blofeld probeert te vluchten met een diepzeeduikboot, maar Bond kaapt de hijskraan waar het toestel aan hangt en smijt deze herhaaldelijk tegen de mainframe-computer waar de satelliet mee bestuurd wordt. Als Bond het booreiland verlaat explodeert het, zonder een spoor van Blofeld. Ogenschijnlijk lijkt hij dus om te komen aan het eind van Diamonds Are Forever maar het blijft allemaal onduidelijk.
Voor de film The Spy Who Loved Me werd een verhaal ontwikkeld waarin Blofeld en SPECTRE weer een rol zou spelen. Aangezien de contractueel bepaalde periode waarin EON-productions nog gebruik mocht maken van Blofeld afgelopen was, protesteerde Kevin McClory (die de filmrechten op Thunderball had) hevig en werd Blofeld daarom vervangen door Karl Stromberg.
In 1981 wordt gesuggereerd dat Blofeld wordt vermoord in de openingssequence van For Your Eyes Only, in de gedaante van John Hollis en met de stem van Robert Rietti. Het personage wordt niet met naam en toenaam als Blofeld betiteld, vanwege het conflict met Kevin McClory. "Blofeld" is blijkbaar niet ongeschonden uit de vernielingen op het booreiland gekomen, want hij zit in een rolstoel. Op een gegeven moment gooit Bond (Roger Moore) "Blofeld" met rolstoel en al vanuit een helikopter in een grote schoorsteen. Sommigen suggereren dat producent Albert R. Broccoli hiermee een lange neus naar McClory wilde maken door te laten zien dat hij Blofeld niet nodig had voor een goede Bondfilm, door "Blofeld" al te laten omkomen voor het verhaal van de film echt begonnen was.
De niet-officiële Bondfilm Never Say Never Again (1983) (geproduceerd door McClory, die de rechten op het personage en de verhaallijn heeft) is een remake van Thunderball (1965) en hierin wordt Blofeld gespeeld door Max von Sydow.

### Spectre

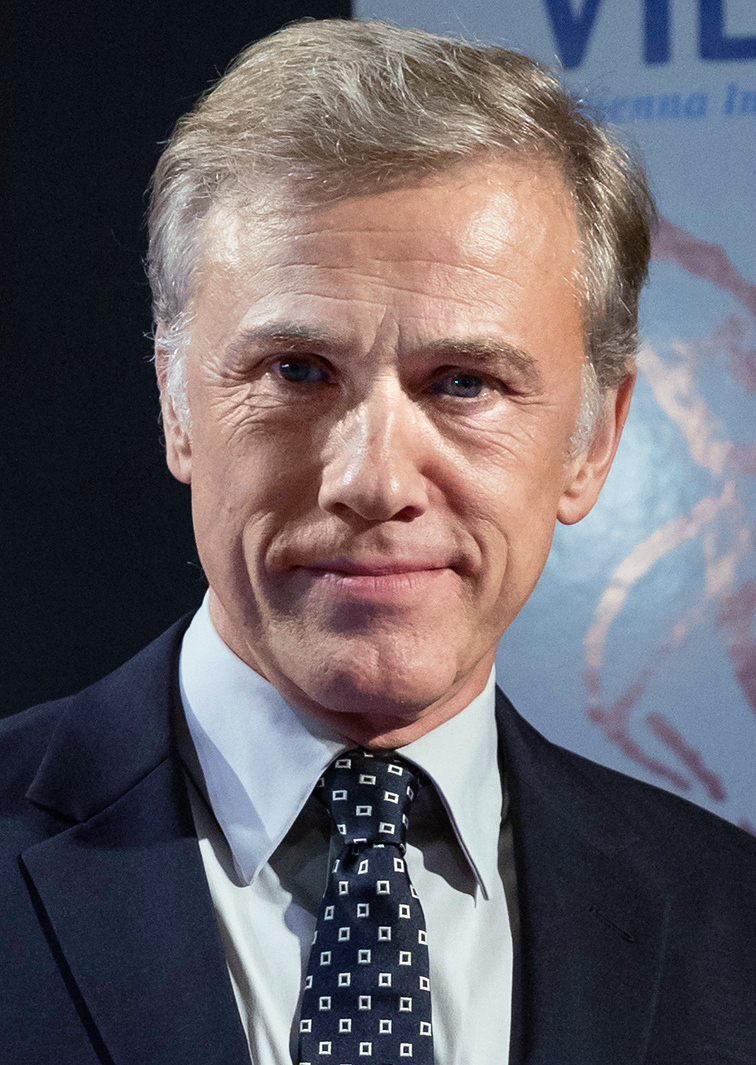
Christoph Waltz speelde Blofeld in Spectre (2015)

Nadat de erfgenamen van Kevin McClory in 2013 met Danjaq en MGM overeenkwamen de rechten van Thunderball definitief over te dragen, konden Blofeld en SPECTRE weer in de Bondfilms van EON verschijnen. In Spectre (2015) wordt Blofeld gespeeld door Christoph Waltz en is zijn conflict met Bond veel persoonlijker. 
Nadat EON Productions de rechten van SPECTRE teruggekreeg, gingen geruchten dat zowel SPECTRE als Ernst Stavro Blofeld terugkeerden in de filmreeks. In een interview met het magazine GQ liet Christoph Waltz echter doorschemeren dat hij niet Blofeld, maar het personage Franz Oberhauser zou spelen. Waltz omschreef Oberhauser als een mysterieuze man met een mysterieuze connectie tot Bond. Toen de film uitkwam, bleek dat Oberhauser de als de geboortenaam van Blofeld was, en dat Waltz dus wel degelijk Blofeld vertolkte.
In de film heet Blofeld oorspronkelijk Franz Oberhauser. Franz' vader Hannes was een soort stiefvader voor James Bond nadat diens ouders waren omgekomen bij een klimongeluk, en Franz groeide dus op met Bond als stiefbroer. Omdat Franz vond dat Hannes zich te veel hechtte aan Bond, ten koste van Franz, vermoordde hij zijn vader en nam een valse naam aan geïnspireerd door de achternaam van zijn moeder. 
Blofeld zit naar eigen zeggen achter vrijwel al het persoonlijke leed van Bond en maakt zich in de film op om Bond op een zo vernederend mogelijke manier te verslaan. Tegelijkertijd blijkt SPECTRE het brein achter de oprichting van een internationale spionagedienst die een ultiem surveillance-netwerk tot doel heeft. Aan het einde van de film wordt Blofelds helikopter door Bond uit de lucht geschoten, waarin Blofeld een zware verwonding aan zijn been oploopt. Bond overweegt de hulpeloos geworden schurk neer te schieten, maar laat hem in plaats daarvan door M arresteren.
Met de film No Time to Die uit 2021 lijkt een einde gekomen te zijn aan SPECTRE. Door toedoen van schurk Lyutsifer Safin worden alle leden van de organisatie door middel van nanobots vermoord. Ook Blofeld treft dit lot, doordat James Bond hem tijdens een verhoor naar de keel grijpt en hem daarbij onbewust infecteert. Zijn dood wordt later in de film door Mi6 bevestigd.

## Uiterlijk

### Boeken
In Flemings boek Thunderball wordt Blofeld beschreven als een man met kort, stug zwart haar en een gewicht van 160 kilogram (ooit erg gespierd, maar nu dik geworden). Blofeld weet zijn behoorlijke overwicht echter handig te verbergen door wijd zittende broeken en hemden met dubbele rijen knopen te dragen, waardoor hij een stuk slanker lijkt. Zijn neus is kort en dik.
Met deze omschrijving (aangevuld met het feit dat zijn oren recht tegen zijn hoofd staan en flinke lellen hebben) gaat Bond in On Her Majesty's Secret Service naar hem op zoek. De beschrijving blijkt echter totaal niet te kloppen: Blofeld is behoorlijk slank (hooguit 60 kg) zonder sporen van vermagering; zijn haar is lang en zilvergrijs; zijn neus is krom in plaats van recht (met één neusgat aangevreten door syfilis; zijn oren staan iets van zijn hoofd af en de oorlellen ontbreken (een kenmerk van de Bleuvilles). Door contactlenzen is de kleur van zijn ogen niet te achterhalen. In het volgende boek, You Only Live Twice, is Blofelds neus chirurgisch hersteld en draagt hij een zwarte hangsnor. Zijn ogen blijken donker te zijn. Hij draagt in zijn Japanse kasteel een kimono, en om veiligheidsoverwegingen een samoeraiharnas in zijn Tuin des Doods.

### Films
In de James Bondfilmserie ziet Blofeld er heel anders uit dan in de boeken. Zijn bekendste handelskenmerken zijn een kaal hoofd, een zogenaamd "Nehru"-kostuum, of een "Mao-kostuum" en een Perzische kat. Ook zijn verborgen gezicht is een handelskenmerk. Desondanks vertoont hij niet alle kenmerken in elke film, en zijn uitstraling verschilt per acteur. Een belangrijk kenmerk door alle films heen is de ring aan zijn pink, met het teken van SPECTRE (een octopus) erop.
Zowel in From Russia with Love als in Thunderball draagt Blofeld een zwart pak met een stropdas. In één shot is zijn achterhoofd te zien: glimmend zwart haar is zichtbaar.
In You Only Live Twice draagt Blofeld voor het eerst zijn Nehru-kostuum. Wanneer Bond gevangen voor hem wordt geleid zien we voor het eerst zijn gezicht: starende, krankzinnige ogen, met een litteken van boven zijn rechterwenkbrauw omlaag tot aan zijn kin (waardoor zijn rechterooglid erg dik is). Blofeld is in deze film kaal. In eerste instantie had men niet Donald Pleasence maar Jan Werich voor deze rol gewild, met grijs haar en een baard, maar zowel regisseur Lewis Gilbert als producent Albert R. Broccoli vonden hem niet geschikt omdat zijn uitstraling niet angstaanjagend genoeg was.
In On Her Majesty's Secret Service wenste men een charmantere Blofeld, en werd de rol aan Telly Savalas gegeven. Van het litteken is niets meer te zien: Blofeld heeft een charmant en misleidend vriendelijk gezicht. Zijn kat wordt wat minder gezien. Wel is Blofeld nog steeds kaal en draagt hij vaak een Nehru-kostuum.
In Diamonds Are Forever draagt Blofeld ook weer een grijs of khaki-kleurig Nehru-kostuum en heeft hij zijn kat weer enkele malen. In deze film is hij echter niet kaal, maar heeft hij vol grijs haar. Een klein detail is dat zijn oorlellen, die in de vorige film verwijderd waren om voor een graaf De Bleauchamps door te kunnen gaan, weer terug zijn.
In For Your Eyes Only tot slot, is Blofelds gezicht andermaal onzichtbaar. Hij zit in een rolstoel met zijn kat op schoot en draagt een grijs Mao-kostuum. Blofeld overleeft dit laatste optreden niet, maar zijn kat ontkomt wel.
In de onofficiële film Never Say Never Again draagt Blofeld een pak met een vlinderstrikje, en heeft hij een baard en vol grijs haar. (Blofeld wordt door zijn eigen kat per ongeluk gedood met gif in een deleted scene die uit de film is geknipt)
In Spectre is Blofeld herkenbaar door zijn bekendste handelskenmerken: een zogenaamd "Nehru"- of "Mao-kostuum" en een Perzische kat. Ook stelt hij zich zelf weer voor als Ernst Stavro Blofeld. In tegenstelling tot de vorige films is zijn bouw vrij slank en heeft hij grijzend haar. Na een ontploffing loopt hij een litteken op zoals de versie van Donald Pleasence droeg.

## Handlangers
- Emilio Largo
- Rosa Klebb
- Red Grant
- Dr. Julius No
- Kronsteen
- Morzeny
- Fiona Volpe
- Mr. Osato
- Helga Brandt
- Hans
- Irma Bunt
- Mr. Wint & Mr. Kidd
- Bert Saxby
- Mr. Hinx

## Persiflage
Misdaadbaas Dr. Evil (Mike Myers) uit de James Bondparodie Austin Powers (en diens vervolgen) is gebaseerd op Blofeld. Scènes zoals onder meer die met de kenmerkende geaaide kat worden in de Austin Powers-films rechtstreeks gepersifleerd.